# Шопоту Ноу (Караш-Северин)
Шопоту Ноу (рум. Şopotu Nou) насеље је у Румунији у округу Караш-Северин у општини Шопоту Ноу. Oпштина се налази на надморској висини од 418 m.

## Историја
По "Румунској енциклопедији" место је настало 1828. године исељавањем становника Сопота. Изградило га је првих 56 породица, које су због сиромаштва тражиле боље услове за живот, пре свега пашњак. Досељеници су се звали Милош, Недељко, Војин... Настао је Нови Сопот, а онај из којег су дошли досељеници остао је под именом Стари Сопот. Локација за насељавање је одрежена још 1798. године, на ушћу реке Буцеау у Неру. Године 1854. изградили су православну цркву.

## Становништво
Према подацима из 2002. године у насељу је живело 1456 становника.

### Попис2002.
| Расподела становништва по националности 2002.‍ | Расподела становништва по националности 2002.‍ | Расподела становништва по националности 2002.‍ | Расподела становништва по националности 2002.‍ | Расподела становништва по националности 2002.‍ |
| --------------------------------------------- | --------------------------------------------- | --------------------------------------------- | --------------------------------------------- | --------------------------------------------- |
|                                               |                                               |                                               |                                               |                                               |
| Румуни                                        | Румуни                                        |                                               | 1.285                                         | 88,3%                                         |
| Роми                                          | Роми                                          |                                               | 12                                            | 0,8%                                          |
| Чеси                                          | Чеси                                          |                                               | 159                                           | 10,9%                                         |

### Хронологија
| Година       | 1992 | 1993 | 1994 | 1995 | 1996 | 1997 | 1998 | 1999 | 2000 | 2001 | 2002 | 2003 | 2004 | 2005 | 2006 | 2007 | 2008 | 2009 | 2010 | 2011 | 2012 | 2013 | 2014 | 2015 | 2016 | 2017 |
| ------------ | ---- | ---- | ---- | ---- | ---- | ---- | ---- | ---- | ---- | ---- | ---- | ---- | ---- | ---- | ---- | ---- | ---- | ---- | ---- | ---- | ---- | ---- | ---- | ---- | ---- | ---- |
| Становништво | 1766 | 1743 | 1709 | 1693 | 1670 | 1640 | 1590 | 1577 | 1556 | 1516 | 1499 | 1470 | 1416 | 1394 | 1353 | 1316 | 1300 | 1280 | 1271 | 1249 | 1237 | 1219 | 1182 | 1167 | 1149 | 1125 |